# Rolls-Royce Phantom VIII
De Rolls-Royce Phantom VIII is een Brits luxe voertuig gefabriceerd vanaf 2017 door Rolls-Royce Motor Cars.
Op 27 juli 2017 haalde Rolls-Royce het doek van de achtste generatie Phantom. Het is de opvolger van de Phantom VII en de tweede generatie die onder de vlag van BMW ontwikkeld werd.